# فنلاند در المپیک تابستانی ۲۰۰۸
فنلاند در بازی‌های المپیک تابستانی ۲۰۰۸ که در شهر پکن چین برگزار شد، کاروان فنلاند با ۵۸ ورزشکار در این رقابت‌ها شرکت کرد و موفق به کسب ۴ مدال (۱ طلا، ۱ نقره، ۲ برنز) شد. در جدول رتبه‌بندی توزیع مدال‌ها، فنلاند در ردهٔ ۴۴ مسابقات قرار گرفت.